# March (Cambridgeshire)
March è una cittadina di 19 042 abitanti della contea del Cambridgeshire, in Inghilterra.